# Dấu Pemberton
Dấu Pemberton được đặt tên theo tên của bác sĩ Hugh Pemberton, người xác định ra nó vào năm 1946.
Thao tác Pemberton là một công cụ khám được sử dụng để phát hiện sự tồn tại của một áp suất tiềm tàng ở lỗ trên lồng ngực. Động tác này được thực hiện bằng cách cho bệnh nhân dơ cao cả hai tay sao cho hai tay chạm vào hai bên mặt. Dấu hiệu Pemberton được ghi nhận dương tính khi có xuất hiện sự tắc nghẽn làm tím tái vùng mặt, cũng như khó thở sau khoảng một phút làm động tác.

## Nguyên nhân
Dấu hiệu Pemberton dương là dấu chỉ điểm cho hội chứng tĩnh mạch chủ trên (HCTMCT), thường là hậu quả của một khối bất kì ở trung thất. Mặc dù nghiệm pháp thường được chỉ định ở những bệnh nhân có bệnh bướu giáp sau xương ức khi bướu giáp làm nghẽn lỗ trên lồng ngực, động tác còn có khả năng hiệu quả trong việc phát hiện bệnh lý tuyến, khối u, hay xơ hóa ảnh hưởng đến vùng trung thất. Hội chứng tĩnh mạch chủ trên còn thấy ở bệnh lý tuyến lympho trung thất lan tỏa trong nhiều bệnh khác nhau ví dụ như bệnh xơ hóa dạng nang  và bệnh Castleman. Park và cộng sự có báo cáo về việc hạch lympho to ở bệnh mô bào lympho dạng thực bào máu là nguyên nhân gây đè ép tĩnh mạch cảnh trong, việc này có biểu hiện lâm sàng tương tự như HCTMCT.